# مستشفى بلسم العسكري
مستشفى بلسم العسكري، هو أحد المستشفيات الفلسطينية العاملة في شمال قطاع غزة، وهو تابع للخدمات الطبية العسكرية الفلسطينية، وهي الجهة التي تقوم بتقديم الرعاية الطبية والعلاجية والدوائية لمنتسبي الأجهزة الأمنية الفلسطينية والمتقاعدين العسكريين وعائلاتهم وذويهم.

## أقسام الخدمات الطبية في المستشفى
يضم المستشفى أقساماً عديدة ومتنوعة مثل،:
قسم الإسعاف والطوارئ، والأطفال والجراحة العامة، والعظام، والمسالك البولية، والأسنان، والمختبرات، والعلاج الطبيعي، والأشعة، والباطنة، والعيادات الخارجية إضافة إلى قسم النساء والتوليد والحضانة.

## الأنشطة
- ينظم المستشفى سلسلة محاضرات علمية في شمال غزة - الخدمات الطبية- قسم النساء والولادة.[3]

- افتتاح قسم الحضانة والأطفال الخدج "العناية المركزة للأطفال"والذي يعد القسم الوحيد في المنطقة الشمالية ويحتوي على 5 حضانات.

- افتتاح باب العلاج للأطفال دون 3 سنوات بالمجان للمواطنين المدنيين والعسكريين.[4]

- قسم الجراحة قام بإجراء 1146عملية جراحية منها العديد من العمليات النوعية.

- تجهيز غرفة العمليات بأحدث الأجهزة والمعدات الطبية الحديثة.

- قسم الأشعة استقبل 8416 منها 1589 صورة تلفزيونية و4241 صورة تلفزيون للحوامل.

- تم استقبال 832 حالة ولادة منها 151 عملية قيصرية. استقبلت العناية المركزة التابعة للأطفال 117 طفل.

## الكوادر الطبية العاملة بالمستشفى
يبلغ عدد الكادر الطبي في المستشفى 250 بين أطباء وممرضين وإداريين وفنيين وعمال.

## الحوسبة
إدارة المستشفى شرعت في حوسبة نظام العمل إلكترونياً لتقديم خدمات طبية وعلاجية بسهولة وسرعة.

## خطة الحرب
- تعمل المستشفى بخطة طوارئ في حالة الحرب والاحتياجات.

- في حالة قصف المستشفى يتم توزيع الكوادر الطبية على المستشفيات الأخرى.

- تدريب الكوادر الطبية والفنية على أحدث الأجهزة.[5]